# 151a Brigada Mixta (Exèrcit Popular de la República)
La 151a Brigada Mixta va ser una unitat de l'Exèrcit Popular de la República creada durant la Guerra Civil Espanyola, i fou una de les poques brigades mixtes que es van constituir a partir de forces d'Infanteria de Marina.

## Historial
La unitat va ser creada a la fi de juny de 1937 a partir de diversos batallons d'infanteria de Marina que estaven presents al Front de Madrid. El seu primer comandant va ser el tinent coronel d'Infanteria de Marina Basilio Fuentes Serna, i el comissari polític va ser Juan Antonio Turiel Furones, del PSOE.
La 151a BM va tenir el seu baptisme de foc en la batalla de Brunete, amb la missió d'avançar des de la Muntanya del Pardo per a així embolicar els vèrtexs Romanillos i Mosquit des del flanc dret de l'ofensiva republicana. El 12 de juliol va quedar assignada a la 47a Divisió de Gustavo Durán Martínez, que formava part de la reserva estratègica. El dia 21 la brigada va atacar les cotes 660 i 664, aconseguint conquistar-les durant un curt període abans de tornar a perdre'n el control. L'endemà la 151a BM es trobava al cap de pont republicana del riu Guadarrama, i durant els combats que es van produir va resultar ferit el comandant de la brigada, Fuentes, que seria reemplaçat pel comandant d'Infanteria de Marina Pedro Muñoz Caro. El 25 de juliol, quan es trobava situada enfront de Brunete, va rebre l'ordre de partir cap al front de Terol.
Entre el 4 i el 21 d'agost va prendre part en diverses operacions en el sector de Terol, i posteriorment, durant l'ofensiva de Saragossa, va romandre en reserva en la zona d'Híjar-Albalate del Arzobispo, ara al comandament del comandant d'Infanteria de Marina José García Gamboa. Al febrer de 1938 va prendre part en la batalla de l'Alfambra, en una actuació que posteriorment seria molt criticada. El 5 de febrer, en plena batalla, el 4t Batalló de la brigada va haver de retirar-se des de les seves posicions defensives en Sierra Palomera, forçat en part per la retirada del 234è Batalló de la 59a Brigada Mixta Aquesta retirada va provocar el cèrcol de gairebé tota la brigada. Les restes de la 151a BM es van retirar a Monteagudo, on la unitat va ser reestructurada. Al començament d'abril tres dels seus batallons van participar en la defensa de Lleida, i al final de la mateixa la brigada va quedar adscrita a la Defensa de Costas.
Durant la batalla de l'Ebre una part de la brigada va romandre estacionada prop de la desembocadura del riu,amb la missió de cobrir la zona de concentració de tropes que anava des d'Amposta fins a la desembocadura de l'Ebre, mentre que la resta de la brigada va estar destinada en el sector del cap de Serós. Un dels seus batallons va travessar el riu i va intervenir directament en la batalla de l'Ebre.
Durant la campanya de Catalunya la 151a BM va quedar adscrita al XV Cos d'Exèrcit, amb la missió de defensar La Granadella, encara que la unitat es va retirar sense combatre. En plena retirada republicana la brigada va ser enviada a Barcelona per a tractar de reorganitzar-la, sense èxit, després de la qual cosa es va autodissoldre.

## Comandaments
Comandants
- Tinent coronel d'Infanteria de Marina Basilio Fuentes Serna;
- Comandant d'Infanteria de Marina Pedro Muñoz Caro;
- Comandant d'Infanteria de Marina José García Gamboa;